# Rosier
"Rosier" é o terceiro single da banda de rock japonesa Luna Sea, lançado em 21 de julho de 1994 pela MCA Victor e incluído no álbum Mother. 
Alcançou a terceira posição na Oricon Singles Chart e permaneceu nas paradas por 25 semanas. Em 1998, foi certificado Platina pela RIAJ por vender mais de 400.000 cópias. O videoclipe de "Rosier" ganhou o prêmio de Melhor Vídeo Musical no 36º Japan Record Awards.

## Composição
"Rosier" foi composta pelo baixista J, que afirmou que durante um momento de tensão, sentiu-se desequilibrado e se afastou da banda por um tempo. Durante essa pausa, ele escreveu "Rosier".
O guitarrista Sugizo citou "Rosier" como uma das canções que ele tentou replicar a "sensação psicodélica de bandas de shoegaze usando efeitos, como tocar rapidamente com um pedal wah-wah ou usar tape-echo e harmonizadores." Segundo ele, "não consegui descobrir como eles faziam isso, então eu apenas fiz do meu próprio jeito."

## Recepção e legado
Alcançou a terceira posição na Oricon Singles Chart e permaneceu nas paradas por 25 semanas. Em 1998, foi certificado disco de  Platina pela Recording Industry Association of Japan (RIAJ) por vender mais de 400.000 cópias.

### Versões cover
"Rosier" foi reproduzida por High and Mighty Color no álbum de tributo de 2007 Luna Sea Memorial Cover Album -Re: birth- e posteriormente incluída em seu álbum Rock Pit.
Também foi tocado pelo defspiral para o Crush! 3 - 90's V-Rock Best Hit Cover Love Songs-, lançado em 27 de junho de 2012 apresentando bandas de visual kei atuais fazendo covers de canções de amor de bandas visual kei dos anos 90.
A cantora pop Tomomi Kahala gravou uma versão para seu álbum 2014 Memories 2 -Kahara All Time Covers-.
A banda feminina de heavy metal Show-Ya lançou uma versão da música para seu álbum de covers de 2014 Glamorous Show ~Japanese Legendary Rock Covers~.

## Faixas
Todas as letras escritas por Ryuichi. 
| N.º            | Título         | Música         | Duração |  |
| 1.             | "Rosier"       | J              | 5:15    |  |
| 2.             | "Rain"         | Inoran         | 5:33    |  |
| Duração total: | Duração total: | Duração total: | 9:50    |  |

## Ficha técnica
Luna Sea
- Ryuichi - vocais
- Sugizo - guitarra
- Inoran - guitarra
- J - baixo
- Shinya Yamada - bateria